# Quattro evangelisti (Mattia Preti)
I quattro evangelisti è un dipinto a olio su tela di Mattia Preti. È conservato presso la Galleria Regionale del Palazzo Abatellis di Palermo. È un dono del re Ferdinando II delle Due Sicilie.